# 聖化
聖化（せいか、Sanctification、動詞形ではsanctify）とは、神の聖霊に満たされたものとして「聖なるものとされる」状態またはその過程を意味する。
聖化という概念は、ユダヤ教や特にキリスト教をはじめとする宗教の間に広く存在する。特別な目的のために分けられたものを指すこともあるが、キリスト教神学で最もよく使われるのは、救いの時点で始まり、信者の生涯を通じ、神によって信者にもたらされる変化に関するものである。多くのキリスト教では、この過程は天国で初めて完成すると考えられているが、現世で完全な聖化が可能であると考える人もいる。列聖（canonization）と混合されることがある。

## キリスト教
キリスト教の聖化は通常、人が聖なるものになることを意味するが、詳細は宗派によって異なる。

## ローマ・カトリック
カトリック教会は聖化の教義を支持し、次のように教えている。
聖化の恵みとは、私たちの魂に新しい生命、すなわち神の生命と共存することを与えることである。キリストの贖罪（redemption）が私達のために成し遂げた神との和解は、聖化の恵みとして成果を表した。この贈り物はとても貴重であり、私たちは神のいのちに参加し、神の子と呼ばれる権利を得る。この恩寵は、私たちのすべての神秘的な恵みの源であり、私たちに永遠の栄光の権利を与えるものとする。元は正教会の「聖化」Theosisと同じぐらい重要だったものだが、ラテン教会ではラテン語でDivinizationと訳したが中世以後はあまり用いられなくなった。しかし、現在でも「聖化」（Sanctification）という言葉でカトリックは使用している。
カトリック百科事典によれば、「聖性」は、神、法人（カノン法を起源とした法人）、個人それぞれで異なっている。神にとって、それは唯一無二の絶対的な道徳的完全性を意味する。初期の教会では（persona ficta）の教義により、修道院は修道士とは別に法的存在を持つことができた。法的存在に魂を持たせないことによって、修道会が法人としてバランスをとることが難しくなるのを簡略化することができた。また、それによって修道院は不法行為を問われることがなく、組織を保護することが出来た。一方で個人は魂を持っていると考えられるため、過失の罪を犯した場合は破門される仕組みになっていた。個人にとって、それは神との緊密な結合と、道徳的完全性である。それは本質的に神のものであり、神の贈り物によるものとする。社会にとっては、単に名目上の聖性ではなく、教会の神聖さは人間の力を超え、自然の力を超えているとし、聖性は、確立された従来の基準によって規制されている。

## カトリック司祭の聖化の役割
司祭の務めは基本的に教える務め、聖化する務め、そして統治する務めとある。教える務めとは真理を告げ知らせることであり、キリストのうちに啓示された神を告げ知らせることである。加えて人を真理に触れさせ、自分の人生と、現実そのものの本質を知る助けとなるという預言的な務めでもある。司祭の第二の務めとして秘跡と教会の礼拝を通じて人々を聖化する務めがある。「聖」とは、神の存在がもつ特別な性質とし、真理、善、愛、美、純粋な光とは絶対的な意味とする。司祭職の恵みの本質的な部分と神に触れさせる務めも賜物とする。神に触れるということは、秘跡において実現する。この聖化の務めにあずかる者、キリストの神秘の分配者は人々がキリストと出会うため、神と人、人と神を仲介するための「橋」とする。

## 東方正教会
正教会では、人間が神の性質を帯び、ある意味で神の存在に参加する「神化」の教義を説いている。これを支持する重要な聖句はペテロ2章1節4節である。4世紀、アレクサンドリアのアタナシウスは、人が神となるために神が人となったと教えた本質的に、人は神にはならないが、キリストにおいて神の性質にあずかることができる。この教会の救いは人間の中に神の似姿を目指すとする。